# Orante (icône)

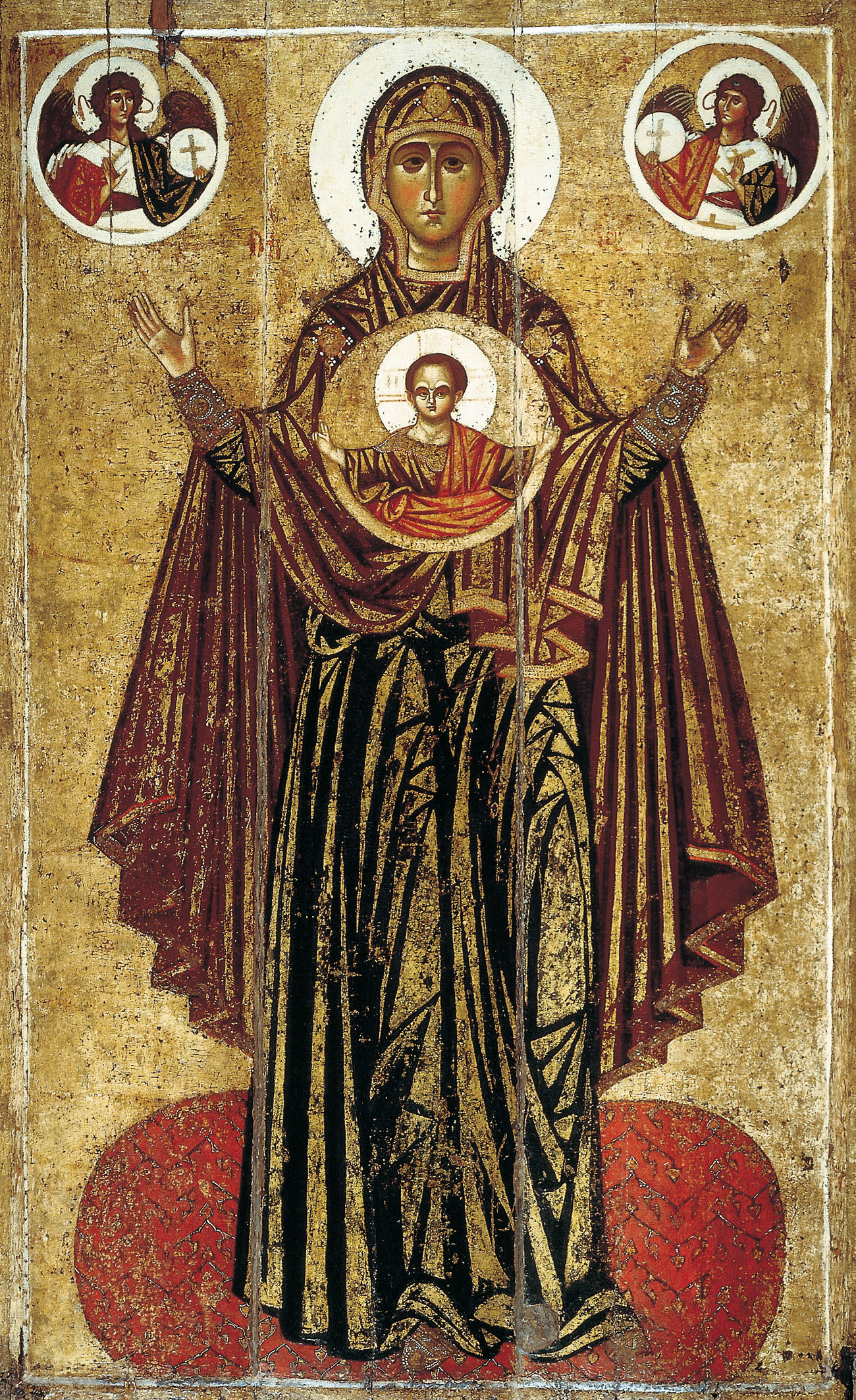
Orante d'Iaroslavl. environ 1218.

L'Orante (du latin orans, priant) est un des types principaux de représentation iconographique de l'art byzantin, ukrainien et russe de la Mère de Dieu, avec les mains levées et tendues, les paumes ouvertes vers l'extérieur, geste traditionnel de prière. 

## Histoire et description
Ce type de pose est connu depuis l'Ancien Testament. Les premières représentations de la Vierge Marie (sans l'Enfant-Jésus) sont visibles dans les catacombes de Rome. Cette iconographie connut une diffusion étendue après la Période iconoclaste de l'histoire byzantine. Ainsi à Constantinople, sous Basile Ier, entre 867 et 886, fut réalisée l'Orante dans la coupole de l'abside de l'église de Néa (elle n'a pas été conservée). La peinture d'une Orante de la Mère de Dieu dans l'abside des églises en mosaïque ou en fresque devint une tradition. Dans l'abside de la Cathédrale Sainte-Sophie de Kiev à Kiev (XIe siècle), se trouve l'une des Orantes les plus connues : elle mesure 5,45 mètres. Le surnom de «Mur indestructible» lui a été donné.
L'Orante se différencie des autres types de représentation par la grandeur et sa monumentalité. La pose de Notre-Dame, (Mère de Dieu) est hiératique, statique, la composition est symétrique, ce qui correspond à une conception de la décoration de murs au moyen de mosaïque ou de fresques. En iconographie, l'utilisation indépendante de l'Orante, sans l'Enfant-Jésus est rare. Quand elle existe, elle entre dans des compositions complexes, comme celle des fêtes de l'Ascension ou de l'Intercession de la Mère de Dieu.
Dans l'art religieux byzantin et russe ancien, l'image de Notre-Dame orante, avec l'Enfant-Jésus fut populaire sous la forme iconographique d'Emmanuel (signifiant en hébreu Dieu avec nous), un des noms prophétiques du Fils de Dieu utilisé dans la prophétie d'Isaïe (Is. VII, 14), qui annonce l'arrivée de Jésus-Christ. Le Christ est habituellement représenté dans un médaillon rond, au niveau du sein de sa mère. Dans la tradition religieuse russe, cette iconographie a reçu le sens et le nom de « Vierge du Signe » ou « Vierge de l'Apparition ». Ce type d'icône fait référence à la médiation, l'intercession de la Mère de Dieu orante vers le Christ qui apparait (Théophanie). Le Signe est, en ce sens, l'image de l'Annonciation et la promesse de la Naissance du Christ (Noël) et des évènements décrits dans les évangiles jusqu'à la Parousie.
Dans ces icônes de la Vierge du Signe, Notre-Dame peut être représentée entièrement en pied, comme dans l'Orante de Iaroslavl, ou parfois seulement en buste comme dans l'Icône de Koursk de la Mère de Dieu ou dans l'Icône de la Mère de Dieu au Signe (Novgorod Veliki).
Il existe également des compositions avec des variantes où l'Enfant-Jésus est représenté dans un calice, appelées icônes du calice inépuisable (icône de Serpoukhov).  

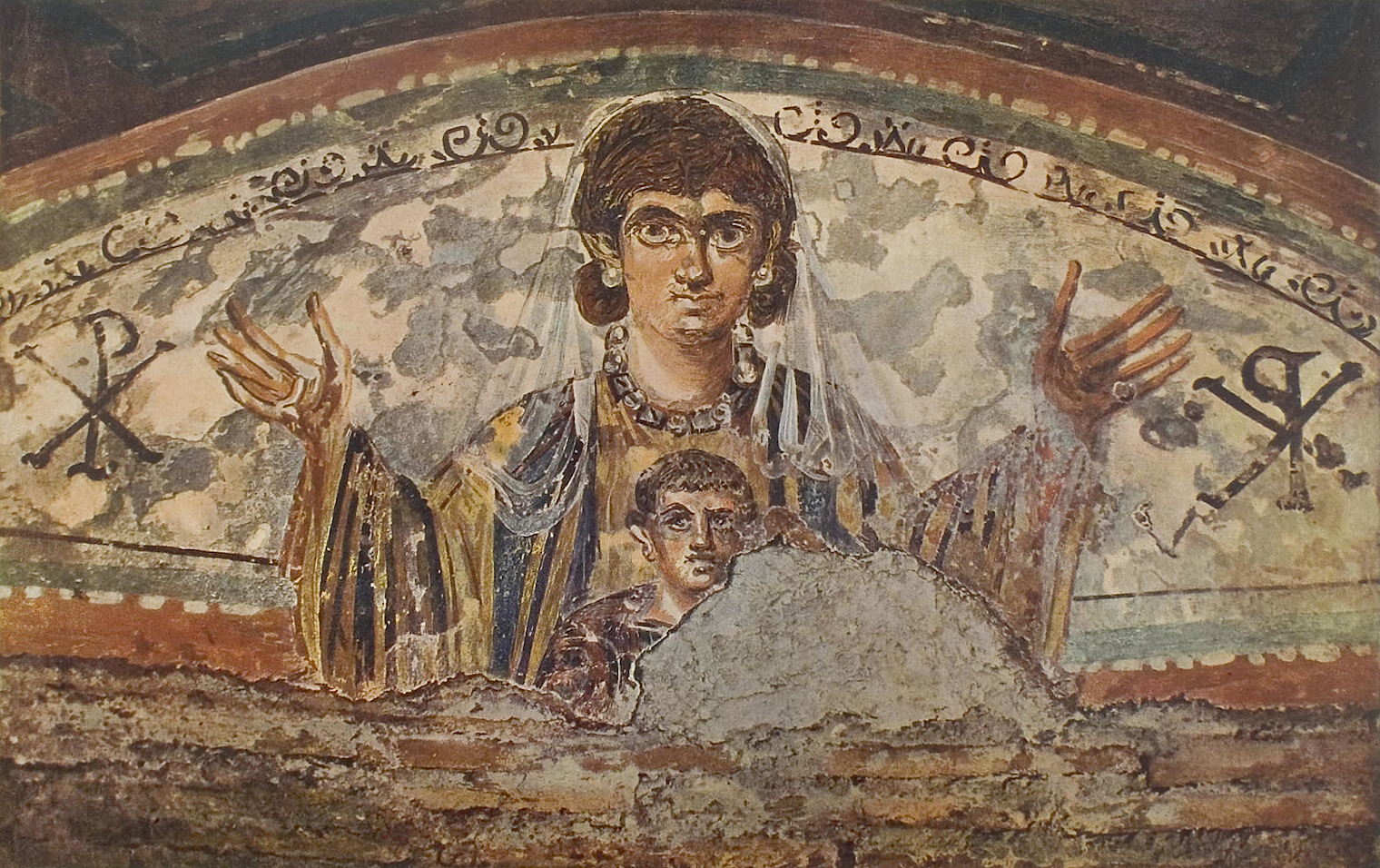
Orante (catacombes de Rome, première moitié du IVe siècle.)
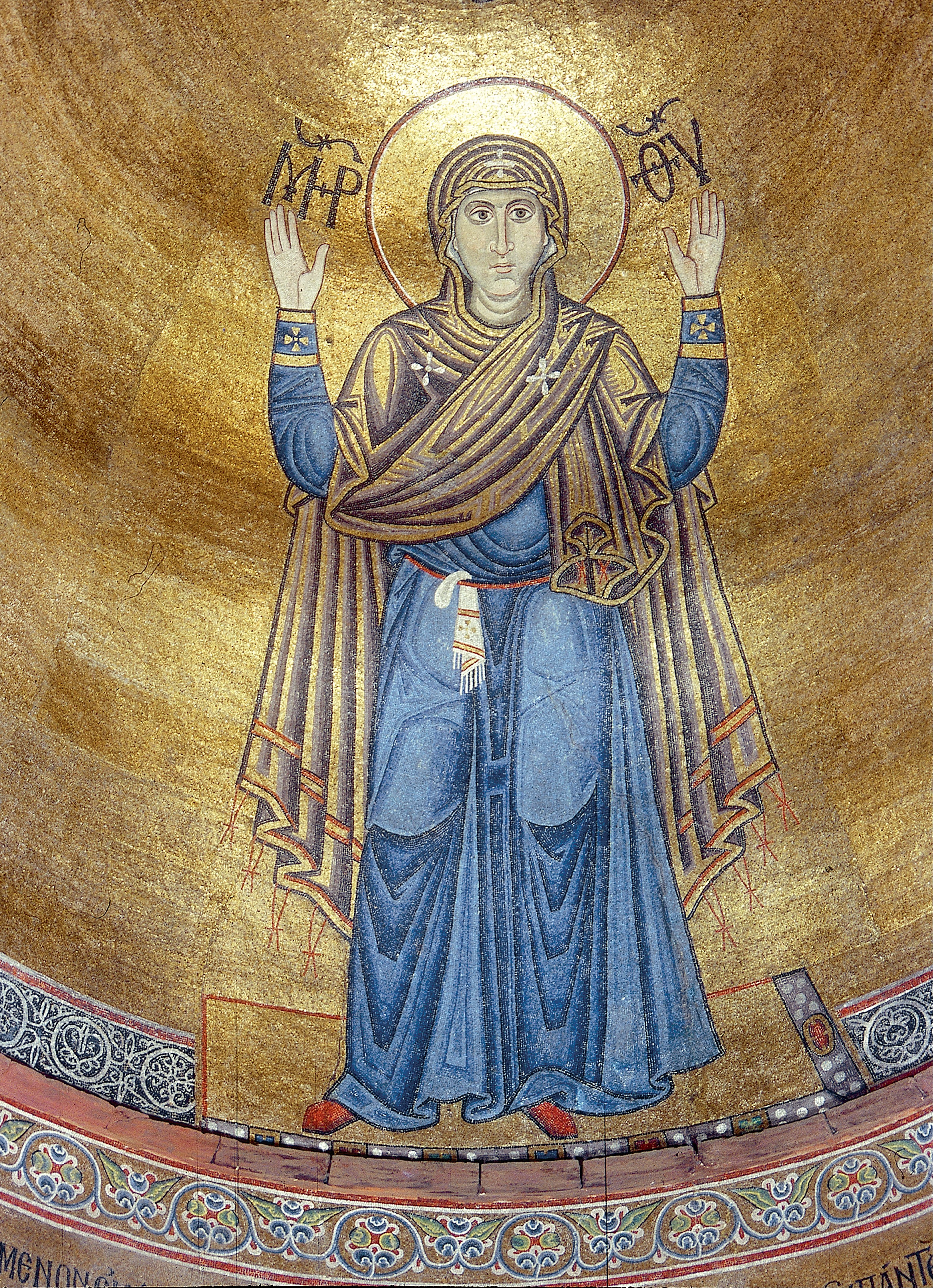
Orante, mosaïque, Kiev. XIe siècle .
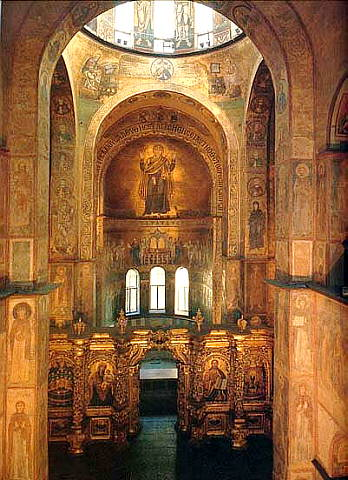
Orante de l'abside de la Cathédrale Ste-Sophie à Kiev.
Icône de la Mère de Dieu au Signe. Novgorod Veliki. Première moitié du XIIe siècle.
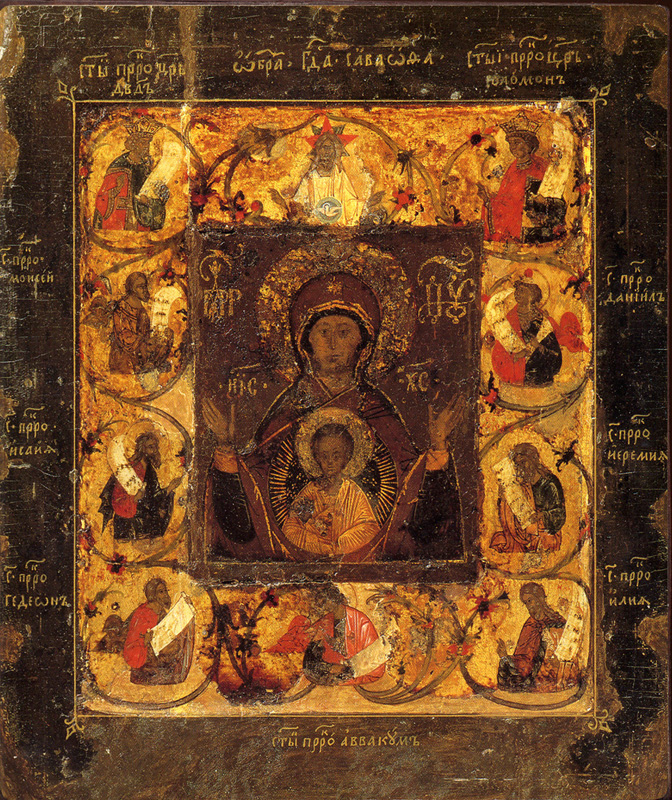
Icône de Notre-Dame du Signe de Koursk.
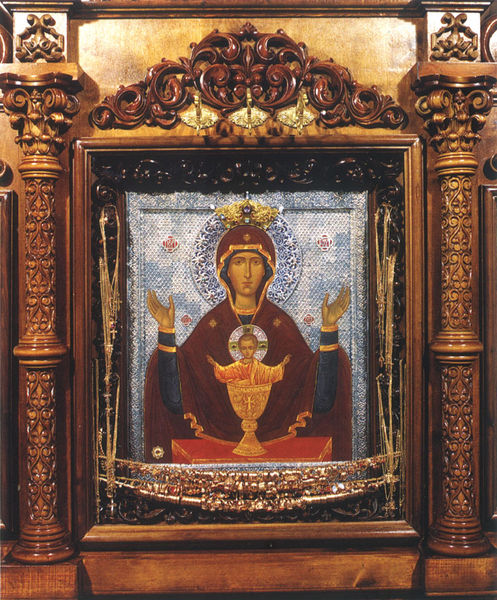
Calice inépuisable. Serpoukhov. XIXe siècle.
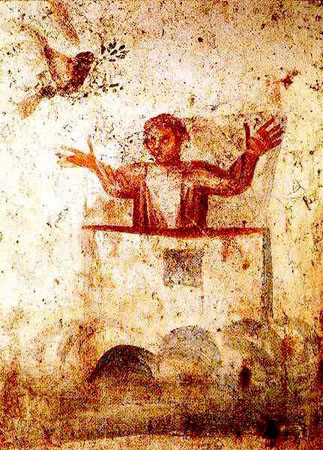
Orant representant Noé.
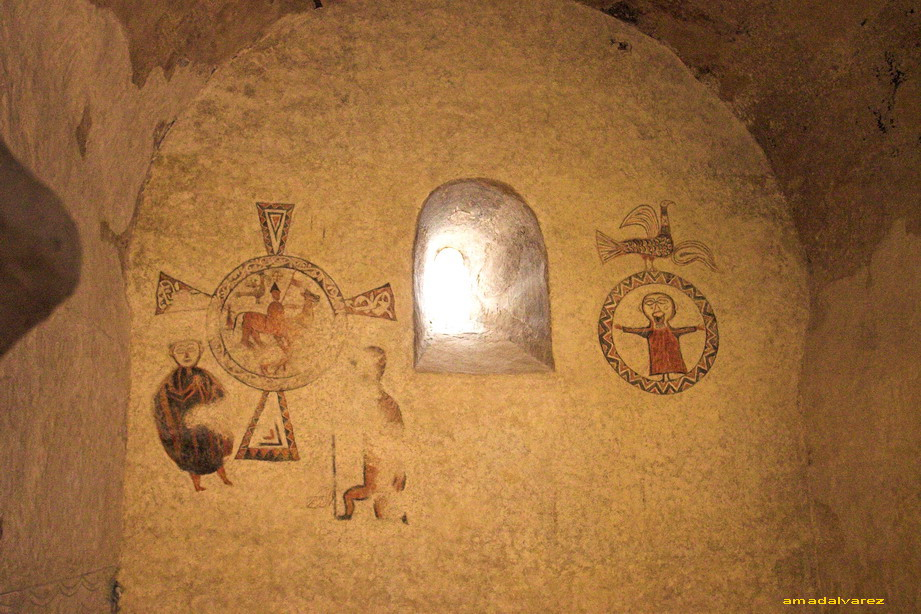
Peintures pré-romaniques de Sant Quirze de Pedret.